# Nanopilumnus heterodon
Nanopilumnus heterodon is een krabbensoort uit de familie van de Pilumnidae. De wetenschappelijke naam van de soort is voor het eerst geldig gepubliceerd in 1934 door Sakai.